# Dominic Rhodes
Pour les articles homonymes, voir Rhodes (homonymie).
(en) Statistiques sur pro-football-reference
(en) Statistiques sur statscrew
 Dominic Rhodes est un joueur américain de football américain né le 17 janvier 1979 à Waco (Texas).

## Biographie
Il fut recruté comme agent libre par les Colts d'Indianapolis en 2001.
Au terme de sa carrière en NFL, il totalisait 3 286 yards à la course et 30 touchdowns marqués sur l'ensemble de sa carrière.

## Palmarès
Vainqueur du Super Bowl XLI avec les Colts